# Konica Minolta Dimage Z20
Le Konica Minolta Dimage Z20 est un appareil photographique numérique de type bridge fabriqué par Konica Minolta.
|  |  |

Commercialisé en février 2005 au prix public de 299 €, le Z20 remplace le Dimage Z10 et ressemble à une version simplifiée du Dimage Z5 sorti à la même date.

Son boîtier de dimensions : 10,9 × 9,4 × 8,2 cm et de forme ergonomique lui assure une bonne prise et possède une mise en route rapide de 0,5 seconde.

L'appareil offre une définition maximum de 5.0 mégapixels, et possède un zoom optique de 8×.
Sa portée minimum de la mise au point est de 50 cm mais ramenée à 1 cm en mode macro.

Son automatisme gère 5 modes Scène pré-programmés afin de faciliter les prises de vues (paysage, portrait, portrait nuit, sports et coucher de soleil), ainsi qu'un programme de réduction numérique du bruit ISO. Le mode automatique peut être débrayé en contrôle manuel : priorité diaphragme (A), priorité vitesse (S) et manuel intégral (M).

L’ajustement de l'exposition est automatique et permet également un mode manuel avec un ajustement dans une fourchette de ±2.0 par paliers de 0,33 EV.

La balance des blancs se fait de manière automatique, mais également semi-manuel avec des options pré-réglées (lumière au tungstène, tubes fluorescents, lumière du jour, nuageux, flash).

Son flash incorporé a une portée effective de 0,5 à 4,6 m et dispose de la fonction atténuation des yeux rouges.

Son mode Rafale lui assure 1 image par seconde.

## Caractéristiques
- Capteur CCD 1/2,5 pouces : 5,2 millions de pixels, 5,0 millions effectifs
- Zoom optique : 8×, numérique : 4×
  - Distance focale équivalence 35 mm : 36-290 mm
  - Ouverture maximale de l'objectif : F/3,2-F/3,4
- Vitesse d'obturation : 4 à 1/2000 seconde
- Sensibilité : ISO aut et manuel 50 - 100 - 200 et 320 ISO
- Stockage : Secure Digital SD et MultiMedia Card MMC - mémoire interne : 14,5 Mo
- Définition image maxi : 2560×1920 au format JPEG
- Autres définitions : 2048×1536, 1600×1200 et 640×480
- Définitions vidéo : 320×240 et 640×480 et 320×240 à 30 images par seconde au format MPEG.
- Connectique : USB 2.0, sortie vidéo composite
- Compatible PictBridge et technologie PRINT Image Matching.
- Écran LCD de 1,5 pouce - matrice active TFT de 113 000 pixels
- Batteries (×4) type AA (LR6) alcaline ou option batteries rechargeables NiMH.
- Poids : 300 g sans accessoires (batteries et carte mémoire)